# Championnat des îles Féroé de football 1966
Navigation
Meistaradeildin 1965 Meistaradeildin 1967
Cette année le VB Vágur rejoint l'élite.  
C'est le KÍ Klaksvík qui remporte le titre cette année après avoir terminé en tête du classement, avec quatre points d'avance sur le HB Tórshavn.

## Les clubs participants
| \| B36 HB KÍ TB VBV \| Localisation des clubs engagés dans le championnat 1966. |
| B36 HB KÍ TB VBV                                                                |

- B36 Tórshavn

- HB Tórshavn - Tenant du Titre

- KÍ Klaksvík

- TB Tvøroyri

- VB Vágur - Promu, passage de quatre à cinq clubs.

## Compétition

### Classement[n 1]
| Rang | Équipe          | Pts | J | G | N | P | Bp | Bc | Diff |
| ---- | --------------- | --- | - | - | - | - | -- | -- | ---- |
| 1    | KÍ Klaksvík (C) | 14  | 8 | 7 | 0 | 1 | 32 | 8  | +24  |
| 2    | HB Tórshavn (T) | 10  | 8 | 5 | 0 | 3 | 34 | 10 | +24  |
| 3    | B36 Tórshavn    | 9   | 8 | 4 | 1 | 3 | 15 | 18 | -3   |
| 4    | TB Tvøroyri     | 6   | 8 | 3 | 0 | 5 | 15 | 26 | -11  |
| 5    | VB Vágur        | 1   | 8 | 0 | 1 | 7 | 42 | 38 | +4   |

|  | Vainqueur du championnat 1966                                |
|  | (T) Tenant du titre (C) Vainqueur de la Coupe des îles Féroé |

### Résultats[n 1]
| Résultats (▼dom., ►ext.) | B36 | HB  | KÍ  | TBT | VBV |
| B36 Tórshavn             |     | 0-2 | 1-0 | 3-2 | 2-1 |
| HB Tórshavn              | 3-2 |     | 2-4 | 8-0 | 9-0 |
| KÍ Klaksvík              | 7-0 | 2-1 |     | 5-0 | 6-1 |
| TB Tvøroyri              | 1-5 | 2-0 | 1-3 |     | 6-0 |
| VB Vágur                 | 2-2 | -   | 2-5 | 2-3 |     |

## Bilan de la saison
| Championnat des îles Féroé de football 1966 |                         |
| Champion                                    | KÍ Klaksvík (10e titre) |
| Coupes et trophées                          |                         |
| Vainqueur de la Coupe des îles Féroé 1966   | KÍ Klaksvík             |
| Qualifications continentales                |                         |
| Promotions et relégations                   |                         |
| Promus en Meistaradeildin                   | non                     |
| Relégués en Meðaldeildin                    | non                     |